# Die Tatarenwüste (Film)
Die Tatarenwüste (Originaltitel: Il deserto dei Tartari) ist ein italienisch-französischer Spielfilm aus dem Jahr 1976 von Valerio Zurlini, gedreht nach dem gleichnamigen Roman Die Tatarenwüste von Dino Buzzati. Zur internationalen Starbesetzung gehörten bekannte Schauspieler wie Vittorio Gassman, Philippe Noiret, Fernando Rey, Jean-Louis Trintignant und Max von Sydow.
Er wurde in der Cannes Classics section der Internationalen Filmfestspiele von Cannes 2013 gezeigt.

## Handlung
Die Handlung des Films folgt weitgehend dem Roman von Dino Buzzati aus dem Jahr 1940, allerdings nicht mehr aus der alleinigen Sicht des Protagonisten.
Der junge Giovanni Drogo wird nach Abschluss seiner Offiziersausbildung und seiner Beförderung zum Leutnant in seine erste Offiziersstelle versetzt. Er soll in der legendären Festung Bastiani, die irgendwann einmal in früheren Zeiten errichtet wurde, um die Nordgrenze des Reiches gegen Angriffe der Tataren zu verteidigen, seinen Dienst verrichten. Die Festung Bastiani ist ein entlegenes Fort, irgendwo am Rande der Wüste in einer tristen und trostlosen Einöde.
Im Zentrum steht das sinnlose Warten auf jenen hypothetischen Feind, der nie erscheint. Die Wartezeit der Soldaten ist mit sinnlosen, militärischen Ritualen ausgefüllt, die den Untergang der bestehenden Gesellschaft und ihrer Vertreter aufzeigen. Rituale wie Drill und Appell, Zeremonien, aber auch das gemeinsame Abendessen der Offiziere in förmlicher Runde. Drogo trifft auf verschiedene Militärvertreter, u. a. auf Oberstleutnant Conte Giovanbattista Filimore, einen in sich gekehrten, der Melancholie anheimgefallenen Offizier (Gassman), auf den zynischen Stabsarzt Rovin (Trintignant), auf den Kommandanten der Festung (Gemma), auf den General (Noiret) und verschiedene weitere Vorgesetzte.
Drogo bricht am Ende, wohl als Folge seiner aufgrund des Wartens ausgelösten mysteriösen Krankheit, zusammen. Er stirbt während der Überführung an seinen Heimatort.

## Hintergrund

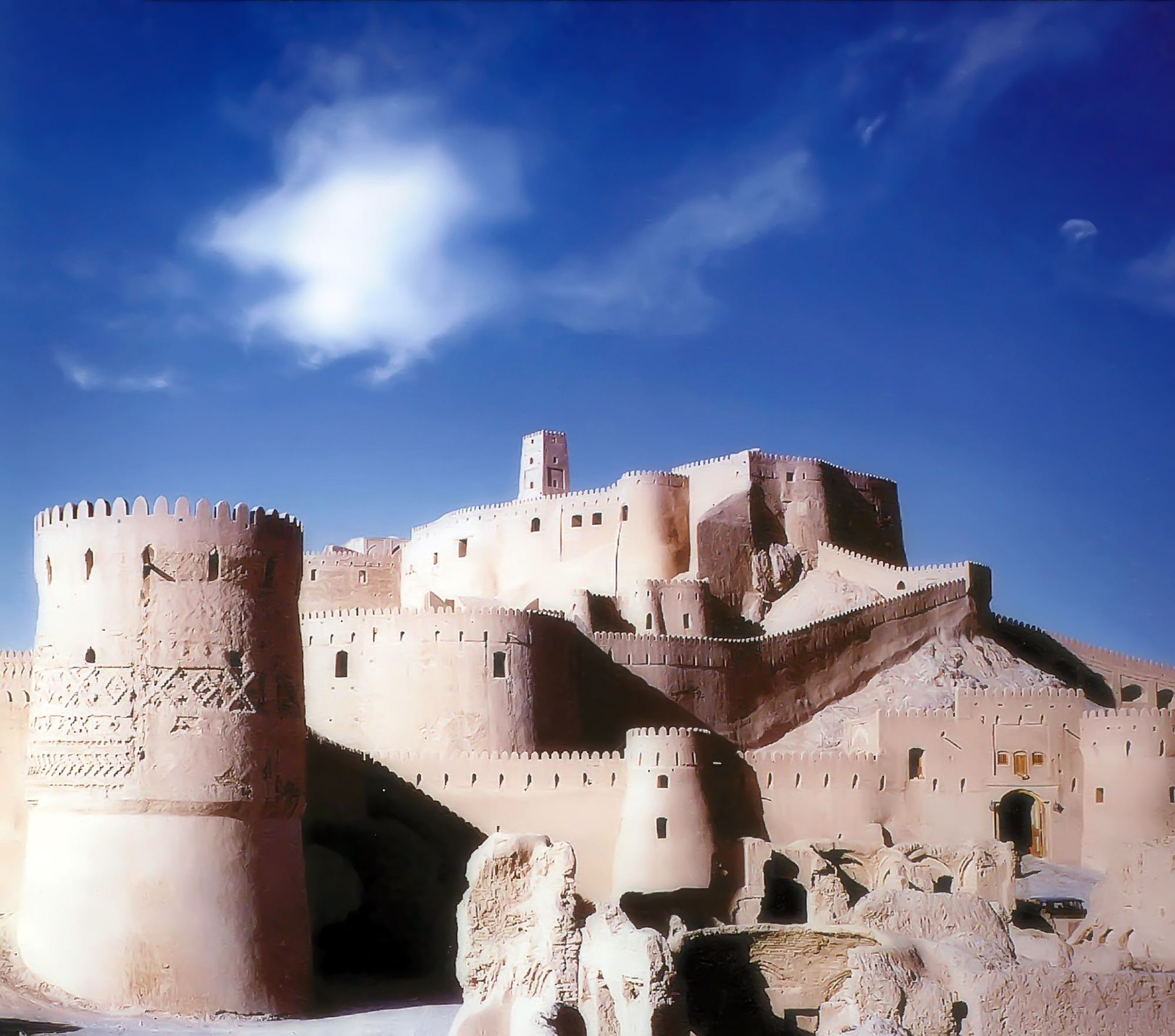
Arg-e Bam von Süden

Der Film wurde zu einem großen Teil im iranischen Arg-e Bam, dem größten Lehmbau der Welt, gedreht. Vorher hatten schon verschiedene Regisseure (Michelangelo Antonioni, Miklós Jancsó) eine Verfilmung geplant, dann aber aus ökonomischen oder dramaturgischen Gründen Abstand genommen.

## Kritik
„Eine stilistisch rigorose Verfilmung von Buzzattis metaphysischer Parabel. Obwohl nicht in allen Aspekten gleichermaßen überzeugend, beeindruckt der Film vor allem durch die grandiose Landschaft und die hervorragenden Darstellerleistungen.“

„Einen strengen, auf angenehme Weise altmodischen Film hat der italienische Regisseur Valerio Zurlini nach Dino Buzzatis berühmter Parabel über die Hoffnungslosigkeit der menschlichen Existenz gedreht. […] ist ihm auch hier eine stilsichere Literaturverfilmung gelungen, die dem von Kafka inspirierten Geist der Vorlage treu bleibt. Leise und konzentriert deckt Zurlini Schicht um Schicht die Absurdität dieser geschlossenen Gesellschaft auf. Und er schafft es, eine Riege internationaler Stars zu einem homogenen Ensemble zu formen, das ohne individuelle Eitelkeiten spielt: Vittorio Gassmann, Max von Sydow, Jean-Louis Trintignant, Fernando Rey, Jacques Perrin, Giuliano Gemma, Francisco Rabat, Helmut Griem. ‚Die Tatarenwüste‘ ist kein makelloser Film, aber einer, der sich durch seine Ruhe und Geduld vom modischen Kino der lautstarken Sensationen angenehm abhebt.“